# Spoorlijn Hagen - Haiger
De spoorlijn Hagen - Haiger, ook wel Ruhr-Sieg-Strecke genoemd, is een Duitse spoorlijn als spoorlijn 2800 onder beheer van DB Netze.

## Geschiedenis
Het traject werd door de Bergisch-Märkischen Eisenbahn-Gesellschaft in fases geopend:
- 21 maart 1859: Hagen - Iserlohn-Letmathe
- 17 juli 1860: Iserlohn-Letmathe - Altena
- 6 augustus 1861: Altena - Haiger

## Treindiensten
De Deutsche Bahn verzorgde tot 9 december 2007 het personenvervoer op dit traject met RE en RB treinen.
Sinds 9 december 2007 verzorgen Abellio Rail NRW en de Hessische Landesbahn het personenvervoer op dit traject met RE en RB treinen. Met ingang van december 2022 heeft DB Regio de diensten van Abellio Rail overgenomen. 
| Serie | Treinsoort                          | Route | Bijzonderheden                                       |
| ----- | ----------------------------------- | --- | ---------------------------------------------------- |
| RE 16 | Regional-Express (Abellio Rail NRW) | Essen Hbf – Bochum Hbf – Witten Hbf – Hagen Hbf – Hohenlimburg – Letmathe – [ Iserlohn ] / Werdohl – Kreuztal – Siegen           | Ruhr-Sieg-Express                                    |
| RE 99 | Regional-Express (HLB)              | Siegen – Dillenburg – Herborn (Dillkreis) – Wetzlar – Gießen – (Friedberg (Hess) – Frankfurt (Main) Hbf)                         | Main-Sieg-Express 1x per twee uur van/naar Frankfurt |
| RB 91 | Regionalbahn (Abellio Rail NRW)     | Hagen Hbf – Hohenlimburg – Letmathe – [ Iserlohn ] / Altena (Westfalen) – Werdohl – Plettenberg – Finnentrop – Kreuztal – Siegen | Ruhr-Sieg-Bahn                                       |
| RB 93 | Regionalbahn (HLB)                  | Bad Berleburg – Erndtebrück – Hilchenbach – Kreuztal – Siegen – Betzdorf (Sieg)                                                  | Rothaar-Bahn                                         |
| RB 95 | Regionalbahn (HLB)                  | Siegen – Haiger – Dillenburg | Sieg-Dill-Bahn                                       |

## Aansluitingen
In de volgende plaatsen was of is er een aansluiting op de volgende spoorlijnen:
Hagen Hbf
DB 2400, spoorlijn tussen Düsseldorf en Hagen
DB 2550, spoorlijn tussen Aken en Kassel
DB 2801, spoorlijn tussen Hagen en Dortmund
DB 2804, spoorlijn tussen Hagen en Hagen-Heubing
DB 2810, spoorlijn tussen Hagen en Dieringhausen
DB 2816, spoorlijn tussen Hagen en Ennepetal-Altenvoerde
DB 2819, spoorlijn tussen Hagen en Hagen-Oberhagen
Hagen Kabel
DB 2820, spoorlijn tussen Hagen-Vorhalle en Hagen-Kabel
DB 2844, spoorlijn tussen aansluiting Hohensyburg en Hagen-Kabel
Iserlohn-Letmathe
DB 2850 spoorlijn tussen Letmathe en Fröndenberg
Plettenberg
DB 2860 spoorlijn tussen Plettenberg en Herscheid
DB 9281, spoorlijn tussen Plettenberg en Plettenberg-Mitte
Finnentrop
DB 2861, spoorlijn tussen Finnentrop en Wennemen
DB 2864, spoorlijn tussen Finnentrop en Freudenberg
Lennestadt-Altenhundem
DB 2862, spoorlijn tussen Altenhundem en Wenholthausen
DB 2863, spoorlijn tussen Altenhundem en Birkelbach
Kreuztal
DB 2870, spoorlijn tussen Kreuztal en Cölbe
DB 9276, spoorlijn tussen Kreuztal en Eintracht
DB 9277, spoorlijn tussen Kreuztal en Buschhütten Siemag
Siegen-Weidenau
DB 2880, spoorlijn tussen Siegen-Weidenau en Betzdorf
DB 9273, spoorlijn tussen Siegen-Weidenau en Irmgarteichen-Werthenbach
Siegen Ost
DB 2881, spoorlijn tussen Siegen en Siegen Ost
DB 9272, spoorlijn tussen Eintracht en Kaan-Marienborn
Haiger
DB 2651, spoorlijn tussen Keulen en Gießen
DB 3723, spoorlijn tussen Haiger en Breitscheid

## Elektrische tractie
Het traject werd in 1965 geëlektrificeerd met een wisselspanning van 15.000 volt 16⅔ Hz.

## Galerij

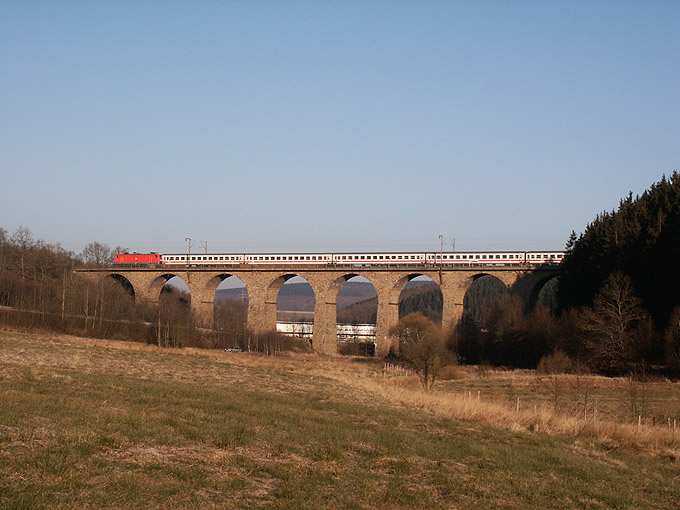
IR trein op het viaduct van Rudersdorf
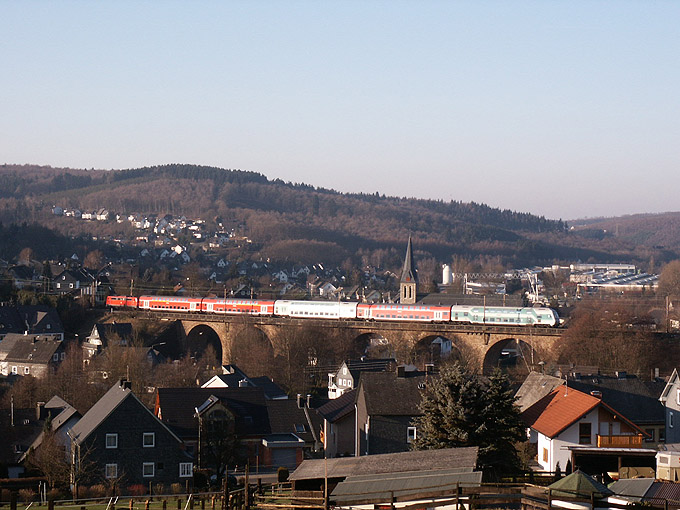
IR trein in Niederdielfen
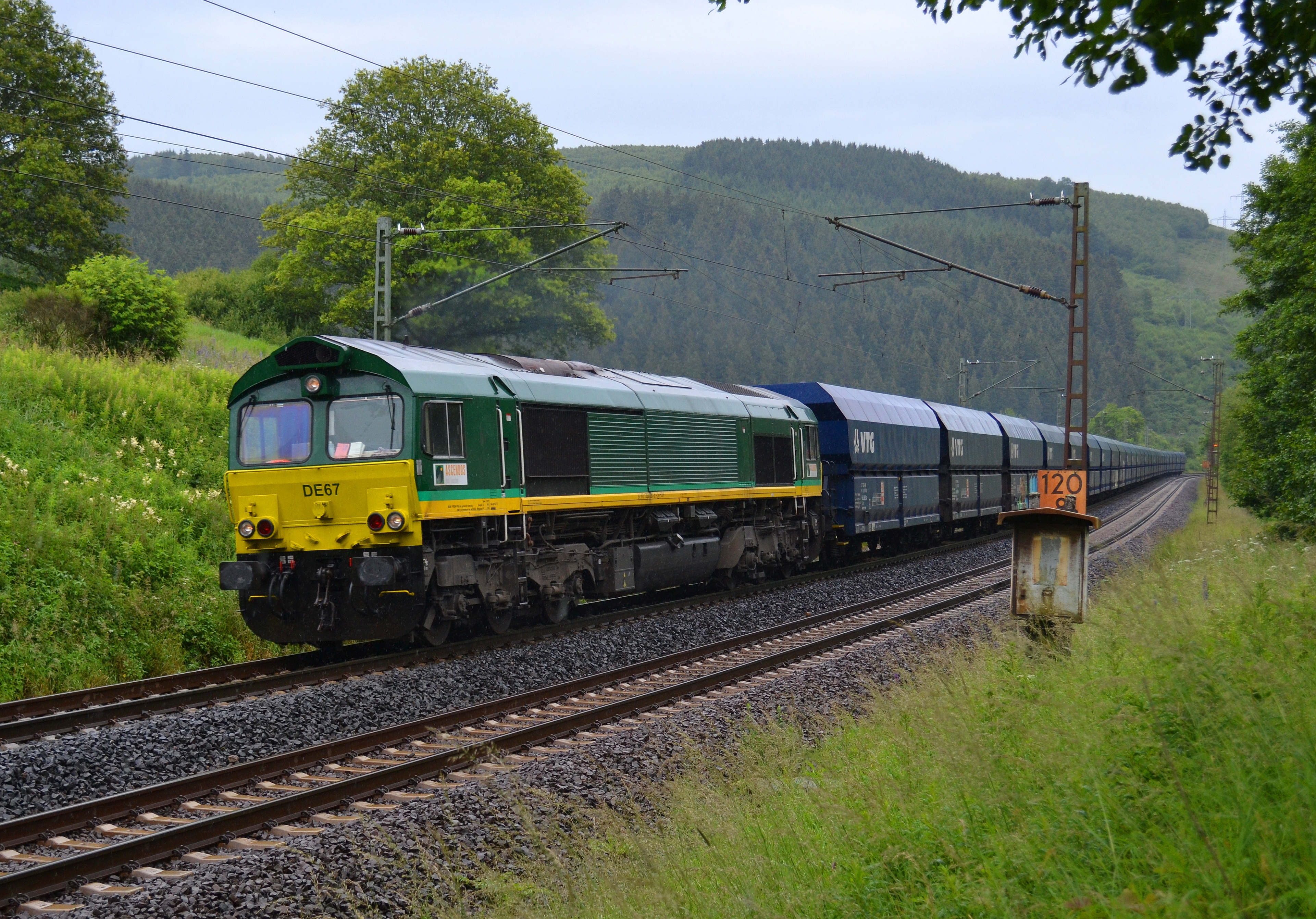
Goederentrein in Dilbrecht

## Trivia
- De spoorlijn van Hagen naar Haiger is een van de realistische spoorlijnen in het spel Railworks